# Baron (Gironda)
Baron é uma comuna francesa na região administrativa da Nova Aquitânia, no departamento da Gironda. Estende-se por uma área de 10,4 km². Em 2010 a comuna tinha 1 180 habitantes (densidade: 113,5 hab./km²).